# I love the 90's - The party
Il I love the 90's - The party è un festival musicale dedicato ai più famosi cantanti e ai gruppi musicali di musica elettronica (soprattutto dance e eurodance) degli anni novanta.

Il festival si tiene dal 2008 all'Ethias Arena di Hasselt in Belgio ed è organizzato dalla Benelive di Genk (Belgio).

## I love the 90's - The party (12 aprile 2008)
- 2 Brothers on the 4th Floor
- 2 Fabiola
- Culture Beat
- Dr. Alban
- Jessy
- Thea Austin degli Snap!

DJ-sets:
- DJ Sash!
- DJ Ward
- Regi

## I love the 90's - The party 2009: Bigger and bolder (11 & 12 aprile 2009)
- 2 Fabiola
- Da Boy Tommy
- Da Rick
- Gala
- Ice MC
- La Luna
- Nunca
- Ray e Anita dei 2 Unlimited
- Rozalla
- Zippora

DJ-sets:
- DJ Ward
- Pat Krimson
- Regi

## I love the 90's - The party @ Tomorrowland 2009 (25 luglio 2009)
- Thea Austin degli Snap!
- Push

DJ-sets van:
- Natural Born Deejays
- Pat Krimson
- Regi
- DJ Sash!
- DJ Wout
- DJ Ward

## I love the 90's - The party 2010: The gates are open! (10 aprile 2010)
- DJ Ward (Warming up)
- Mo-Do
- Double Vision
- Rednex
- DJ Ward (refresh)
- D-Devils
- Def Dames dope (reunion)
- MC Hammer
- Regi
- DJ Ward (After party)

## I love the 90's - The party 2011 (16 aprile 2011)
- DJ Ward (Warming up)
- Astroline (“Feel The Fire”)
- Absolom (“Baby Boomers”, "Where?", "Secret", "Remembering The 90's")
- The Outhere Brothers ("Boom Boom Boom", “Don't Stop Wiggle Wiggle”)
- DJ Ward
- E-Rotic (“Max Don't Have Sex With Your Ex”)
- Haddaway ("Life", “What Is Love”)
- 2 Brothers On The 4th Floor ("Never Alone", "Dreams", "Come Take My Hand")
- Vanilla Ice ("Ninja Rap", "Ice Ice Baby")
- Regi
- Jan Vervloet dei Fiocco
- DJ Ward (Afterparty)

## I love the 90's - The party 2012 (14 aprile 2012)
- DJ Ward
- T-Spoon ("Sex On The Beach")
- Marshall Masters ("I Like It Loud", "Don't Touch That Stereo")
- Ice MC ("It's A Rainy Day", "Think About The Way")
- Gigi D'Agostino ("L'Amour Toujours", "La Passion", "The Riddle", "Blablabla")
- Milk Inc. ("La Vache", "In My Eyes")
- Snap! ("Rhythm Is A Dancer", "Welcome To Tomorrow", "The First, The Last, Eternity")
- Ray & Anita ("No Limit", "Twilight Zone", "Tribal Dance", "Let The Beat Control Your Body", "Jump For Joy")

## I love the 90's - The party 2013: Encore une Fois! (6 aprile 2013)
- Eiffel 65
- Captain Hollywood Project
- Paul Elstak
- Vengaboys
- Scooter

DJ-sets:
- DJ Sash!
- DJ Ward

## I love the 90's - The party 2013 (6 april 2013)
- Scooter
- Vengaboys
- Eiffel 65
- Captain Hollywood
- Sash!
- Paul Elstak
- DJ Ward